# Inschitsch-Tschukun
Inschitsch-Tschukun (russisch Инжич-Чукун; abasinisch Йынджьыгь-ЧІкІвын) ist eine Ortschaft in der russischen Teilrepublik Karatschai-Tscherkessien. Sie hatte im Jahr 2013 etwa 2610 Einwohner und ist seit 2006 Hauptort des Abasinski rajon. Inschitsch-Tschukun ist, wie der gesamte Rajon, mehrheitlich von Angehörigen des Volks der Abasinen bewohnt.

## Geschichte
Der Ort wurde 1861 gegründet und trug zunächst den Namen Selentschuksko-Loowski. 1925 erfolgte die Umbenennung in Inschitsch-Tschukun. Bevor es 2006 Hauptort des Abasinski rajon wurde, gehörte Inschitsch-Tschukun zum Chabeski rajon.